# Hegyfalu
Hegyfalu es un pueblo ubicado en el distrito de Sárvár, en el condado de Vas, Hungría.

## Superficie
Posee una superficie de 11,89 kilómetros cuadrados.

## Demografía
Hasta 2019 la población era de 761 habitantes, con una densidad de población de 64,00 habitantes por kilómetro cuadrado.